# موربیدلی
موربیدلی (انگلیسی: Morbidelli) شرکت خودروسازی ایتالیایی است، که در سال ۱۹۶۹ توسط جیانکارلو موربیدلی تأسیس شد.